# Добромир Жечев
Добромир Георгијев Жечев (буг. Добромир Георгиев Жечев; 12. новембар 1942) бивши је бугарски фудбалер и тренер.

## Каријера
Играо је на позицији одбрамбеног играча. У каријери је наступао за Спартак из Софије и за Левски из Софије. Са Левским је освојио два пута првенство Бугарске (1970 и 1974).
За репрезентацију Бугарске је дебитовао 1960. године. Одиграо је 93 утакмице за репрезентацију. Једини је бугарски фудбалер који је играо на чак четири Светска првенства у фудбалу 1962, 1966, 1970. и 1974. године. Постигао је један гол на финалном турниру Светског првенства 1970. године у Мексику, утакмица у групној фази Бугарска−Мароко 1:1.

## Успеси

### Клупски
Спартак
- Куп Бугарске: 1967/68.

Левски
- Прва лига Бугарске: 1969/70, 1973/74.
- Куп Бугарске: 1969/70, 1970/71.

### Индивидуални
- Једини бугарски фудбалер који се такмичио на 4 завршна турнира Светског првенства у фудбалу.